# Jasiony
Jasiony (prononciation : [jaˈɕɔnɨ]) est un village polonais de la gmina de Lubowidz dans le powiat de Żuromin de la voïvodie de Mazovie dans le centre-est de la Pologne.
Il se situe à environ 13 kilomètres au sud-ouest de Lubowidz (siège de la gmina), 14 kilomètres à l'ouest de Żuromin (siège du powiat) et à 128 kilomètres au nord-ouest de Varsovie (capitale de la Pologne).

## Histoire
De 1975 à 1998, le village appartenait administrativement à la voïvodie de Ciechanów.